# Hatisarwa
Hatisarwa (nep. हातीसर्वा) – gaun wikas samiti w środkowej części Nepalu w strefie Dźanakpur w dystrykcie Mahottari. Według nepalskiego spisu powszechnego z 2001 roku liczył on 1143 gospodarstw domowych i 6676 mieszkańców (3242 kobiet i 3434 mężczyzn).